# キン肉マンII世 ドリームタッグマッチ
『キン肉マンII世 ドリームタッグマッチ』はバンダイから発売されたワンダースワンカラー用ゲームソフトである。ゆでたまごの漫画『キン肉マンII世』を題材にしている。

## 解説
1985年に発売された『キン肉マン マッスルタッグマッチ』のリメイク作品である。
本作に登場する伝説超人達はミートの開発した「マッスルリストア装置」により、若き日の肉体を手に入れて参戦したという設定。テリーマンも出す予定であったが（実際グラフィックも作られていた）、技がテリー・ザ・キッドとほとんど同じという理由で没となった。
ゆでたまごは当初『キン肉マン マッスルタッグマッチ』を『キン肉マンII世』で作り直すという話を聞き、「今の技術であれ（マッスルタッグマッチ）を作ってどうなるのか？」と思っていたが、プレイして「細かい部分まで改良して楽しく遊べた」と評している。
本作の発売に合わせて、ワンダースワンカラーリーダーズショップ（ワンダースワンカラーの協力店舗）にて特製キン肉マンシールが先着順に配布された。

## ゲーム内容
ストーリーモード
キン肉万太郎で新世代超人のトーナメント戦に挑むモード。

タッグマッチ
2人の超人で戦う。優勝すると伝説超人が使えるようになる。

通信対戦
2台のワンダースワン本体と通信ケーブルにより可能になる友達同士の対戦。好きなキャラクターを選んでシングル・タッグマッチで遊べる

オプション
オートセーブ
各モードのクリア状況を試合終了後に自動的にセーブするかの設定（ON/OFF）が出来る。
初期化する
データを初期化できる。
拡張モード
命の玉の効果を増やすかどうかの設定（ON/OFF）が出来る。
オリジナル
『キン肉マン マッスルタッグマッチ』が遊べる。

## 基本操作と攻撃方法
X1、X2、X3、X4ボタンで操作、相手の方向、逆方向に連打すると回りこみと緊急回避。Bボタンでジャンプ。Y3ボタンで連続攻撃回避。

### 攻撃方法とタッチ
パンチ
Aボタン。

キック
ジャンプ中にAボタン。敵に当たらないとマットに落ちてダメージを受ける。

バックドロップ
相手の背後でAボタン。

ラリアート
ロープ間際で相手に近づいてAボタンを押し跳ね返ってきた相手にAボタン。

フライング技
またロープにジャンプしてのフライング技。キック同様敵に当たらないとマットに落ちてダメージを受ける。

必殺技
必殺技ゲージがあるときにA+Bボタンを押すと体が点滅し、その間キャラクター特有の必殺技で攻撃できる。

タッチ（タッグマッチのみ）
自分側のコーナーに立ちAボタン。一度タッチするとダメージ回復のためしばらくタッチできない。

ピンチタッチ（タッグマッチのみ）
自分側の陣地に立ちY2ボタン。必殺技ゲージ1を消費。パートナーがキックで相手を攻撃してタッチ。

### 変更点
- 相手の方向のボタンを2度押すことにより回り込みができるようになった。
- 必殺技は点滅中1回のみ相手に攻撃できる。
- 命の玉は拡張モードにより様々な効果を持つようになった。また、ストックすることにより、レベル2、レベル3の技が出せる。

## 登場キャラクター
キン肉万太郎
主人公。キン肉マンの息子。基本性能が高い。
必殺技
レベル1 キン肉バスター（相手の目前でAボタン）
レベル2 ターンオーバー・キン肉バスター（相手の背後に回ってAボタン）
レベル3 マッスル・ミレニアム（相手の背後に回ってAボタン）

テリー・ザ・キッド
テリーマンの息子。攻撃力、スピード共に低いが、技が扱いやすい。
必殺技
レベル1 スピニング・トゥホールド（相手の目前でAボタン）
レベル2 カーフ・ブランディング（相手の背後に回ってAボタン）
レベル3 テキサスクローバー・ホールド（相手の背後に回ってAボタン）

ケビンマスク
ロビンマスクの息子。技は出しづらいが、通常技の威力が高い。
必殺技
レベル1 ロイヤル・ストレッチ（ロープ際でAボタン）
レベル2 タワーブリッジ（相手の背後に回ってAボタン）
レベル3 ビッグベン・エッジ（相手の背後に回ってAボタン）

ジェイド
ブロッケンJr.の弟子。基本性能は並。ベルリンの赤い雨は飛び道具。
必殺技
レベル1 ベルリンの赤い雨（Aボタン）
レベル2 ビーフケーク・ハマー（相手の背後に回ってAボタン）
レベル3 ベルリンの赤い雨・スペシャル（Aボタン）

チェック・メイト
サンシャインの弟子。基本性能が高く、ケンタウロスの黒い嘶きは相手を画面端まで蹴り飛ばせる。
必殺技
レベル1 ケンタウロスの黒い嘶き（相手に近づいてAボタン）
レベル2 ルーク・スカイツイスター（相手の背後に回ってAボタン）
レベル3 馬式誉れ落とし（相手の背後に回ってAボタン）

セイウチン
スピードは低いが、バックドロップの威力が高い。必殺技の「お魚アタック」は作者のゆでたまごが面白がってOKを出した。
必殺技
レベル1 STF（相手に近づいてAボタン）
レベル2 ツームストン・パイルドライバー（相手の目前でAボタン）
レベル3 お魚アタック（Aボタン）

スカーフェイス
ストーリーモードのボス。全てにおいて性能が高い。
必殺技
レベル1 バッファロー･ブランディング（相手の背後に回ってAボタン）
レベル2 スワロウテール（Aボタン）
レベル3 アルティメット・スカー・バスター（相手の目前でAボタン）

キン肉スグル
キン肉万太郎の父。基本性能は高く、マッスル・スパークはレベル3技中最大の威力を持つ。
必殺技
レベル1 キン肉バスター（相手の目前でAボタン）
レベル2 キン肉ドライバー（相手の目前でAボタン）
レベル3 マッスル・スパーク（相手の背後に回ってAボタン）

バッファローマン
スピードは遅いが、パンチの威力と体力は全キャラクター最高。ハリケーン・ミキサーは凶悪な性能を秘める。
必殺技
レベル1 ハリケーン･ミキサー（Aボタン）
レベル2 超人十字架落とし（相手の目前でAボタン）
レベル3 ハリケーン・ミキサー・死のコース（Aボタン）

ロビンマスク
キン肉スグルの次にレベル3技の威力が高い。アノアロの杖は画面の端まで届く飛び道具。
必殺技
レベル1 アノアロの杖（Aボタン）
レベル2 タワーブリッジ（相手の背後に回ってAボタン）
レベル3 ロビン･スペシャル（相手の背後に回ってAボタン）

ブロッケンJr.
ジェイドの師。扱いやすい技を多く持つ。
必殺技
レベル1 ハンブルグの黒い霧（相手に近づいてAボタン）
レベル2 ベルリンの赤い雨（Aボタン）
レベル3 ブレーメン･サンセット（相手の背後に回ってAボタン）

ラーメンマン
足の速さとキック力が高いキャラクター。
必殺技
レベル1 キャメルクラッチ（相手に近づいてAボタン）
レベル2 百戦百勝脚（ジャンプ中にAボタン）
レベル3 九龍城落地（相手の背後に回ってAボタン）

ザ・ニンジャ
全キャラクター最速のスピードを誇る。技も一風変わったもの。
必殺技
レベル1 背転田楽刺し（ジャンプ中にAボタン）
レベル2 忍法業火羽輪の術（Aボタン）
レベル3 順逆自在の術（相手の攻撃を受ける）

ウォーズマン
バッファローマンと同じく突進技が多い。出現させる条件が2種類ある。
必殺技
レベル1 スクリュー・ドライバー（Aボタン）
レベル2 パロ・スペシャル（相手の背後に回ってAボタン）
レベル3 スクリュー･ドライバースペシャル（Aボタン）

## リング
ノーマルリング
通常のリング。

氷リング
リングが氷でできており、移動すると滑る。

電気リング
ロープに電流が流れており、触れるとダメージを受ける。

コンクリートリング
リングがコンクリートで固められており、バックドロップやダウンした時のダメージが上がる。

パレードリング
命の玉が一度に多く投げ込まれるステージ。

## 関連書籍
キン肉マンII世 ドリームタッグマッチ ヘラクレス・ファクトリー印超人格闘術教本 （Vジャンプ ゲームブックスシリーズ）
攻略本。ゲーム内のデータや裏話を詳しく解説。前作の解説やゆでたまごのインタビューなどのコラムが掲載。